# Ghoutchan
Ghoutchan est une ville située au nord-est de l'Iran, dans la province du Khorassan-e Razavi.